# クリフトン・ウィリアムズ (宇宙飛行士)
クリフトン・ウィリアムズ（Clifton Curtis 'C.C.' Williams、1932年9月26日-1967年10月5日）は、アメリカ航空宇宙局の宇宙飛行士で、アメリカ海兵隊の少佐である。T-38練習機の計器故障により、フロリダ州タラハシー近郊に墜落して亡くなった。

## 初期の人生
ウィリアムズはアラバマ州モービルで生まれた。ボーイスカウトで活躍し、上から2番目のライフスカウトの階級まで上り詰めた。モービルのマーフィー高校を卒業し、1954年にオーバーン大学で機械工学の学士号を得た。大学時代に予備役将校訓練課程に参加し、1954年8月9日にアメリカ海兵隊の少尉になった。
ベス・ウィリアムズと結婚し、2人の子供キャサリンとディーがいる。

## 宇宙飛行士
1963年10月18日、ウィリアムズは第3期目の宇宙飛行士に選ばれた。
彼はジェミニ10号の予備乗員を務め、アポロ9号でも予備乗員となる予定であった。また、順調であればアポロ12号のアポロ月着陸船の船長を任された可能性が高かった。彼の死後、アポロ9号の予備乗員は、ジェミニ10号で予備乗員の機長を務めたアラン・ビーンに交代となった。
1998年のテレビドラマ『フロム・ジ・アース/人類、月に立つ』では、彼の役をジム・リーヴが演じている。

## 死
彼は、ケープからモービルの実家に癌で危篤の父を見舞いに行く途中、T-38がコントロールを失って緩横転し、タラハシー近郊に墜落して亡くなった。ウィリアムズは脱出を試みたが、速度が速すぎ、また既に高度が低すぎた。
アポロ12号の ミッション・パッチには、4つの星が描かれている。3つは乗組員の3人の宇宙飛行士であり、もう1つはウィリアムズに捧げられたものである。ウィリアムズはアーリントン国立墓地に葬られている。
ウィリアムズの飛行機の翼の一部は、アポロ12号のミッションにアラン・ビーンが持参し、月の表面に安置されている。

## 本
伝記作家のコリン・バージェスは、ウィリアムズの人生と経歴を"Fallen Astronauts"という著書にし、家族公認の伝記として2003年に発売された。